# تاريخ ألاسكا

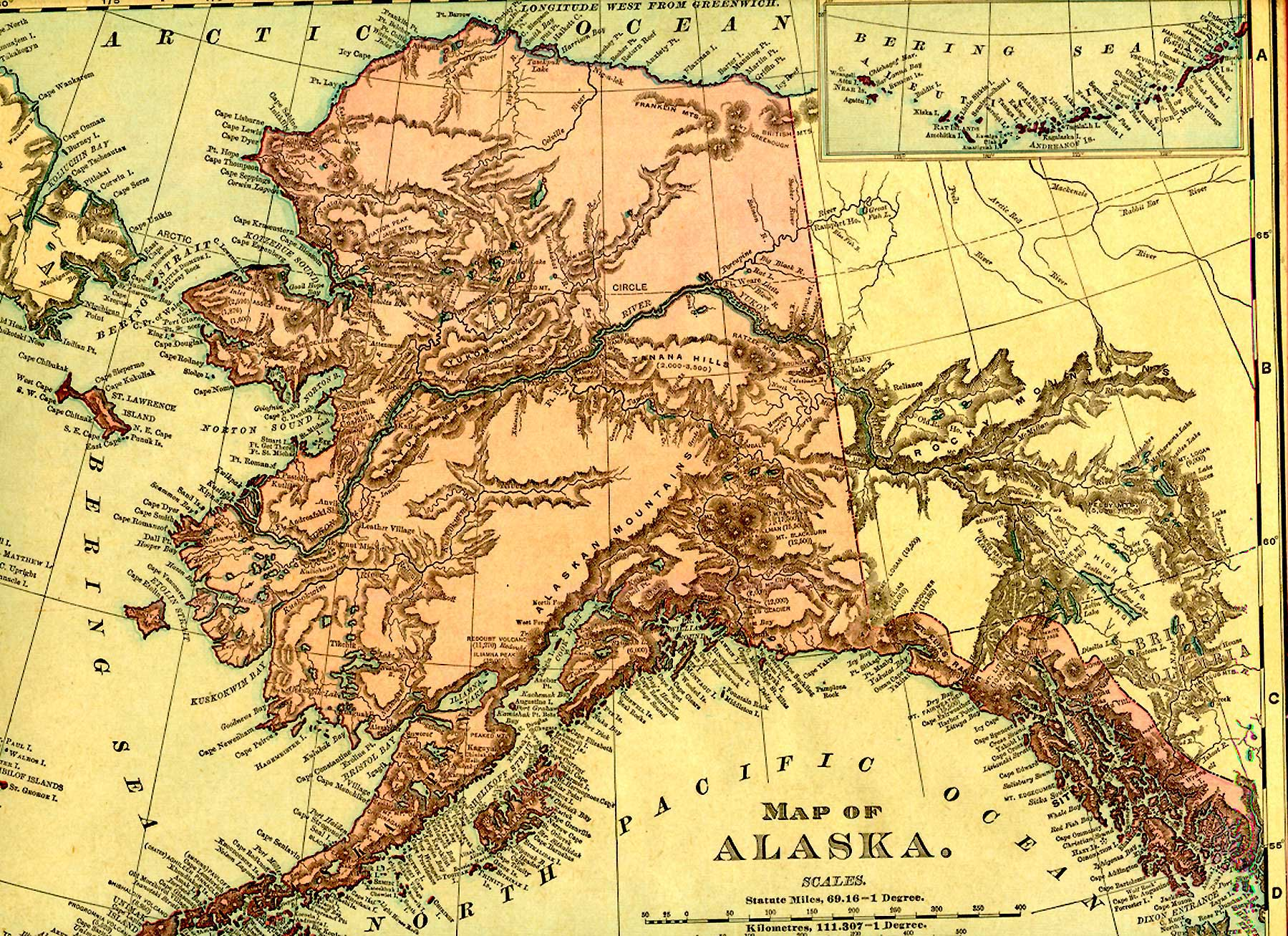
خريطة لألاسكا عام 1895. تظهر حدود ألاسكا من الجهة الجنوب شرقية وفقاً لإدعاءات الولايات المتحدة حينها قبل تسوية نزاع حدود ألاسكا مع المملكة المتحدة التي كانت حينها تسيطر على كندا.

يعود تاريخ ألاسكا إلى فترة العصر الحجري القديم العلوي (حوالي عام 14000 قبل الميلاد)، عندما عبرت مجموعات من البشر جسر أراض بيرنجيا إلى ما يُعرف الآن بألاسكا الغربية. كانت المنطقة مأهولة بسكان ألاسكا الأصليين في وقت الاتصال الأوروبي الذي قام به المستكشفون الروس. يشتق اسم «ألاسكا» من الكلمة الأليوتية «Alaxsxaq» (تلفظ: «ألييسكا») والتي تعني «البر الرئيسي» وتعني حرفيًا الشيء الذي يتم توجيه حركة البحر إليه.
قامت الولايات المتحدة بشراء ألاسكا من روسيا عام 1867. جذبت حُمَّيات الذهب في ألاسكا وإقليم يوكون المجاور خلال تسعينات القرن التاسع عشر الآلاف من عمال المناجم والمستوطنين إلى ألاسكا. منحت الولايات المتحدة الأمريكية ألاسكا صفة إقليم عام 1912.
احتلت القوات اليابانية جزيرتان من جزر ألوتيان الخارجية (وهما جزيرتا أتو وكيسكا) عام 1942 إبَّان الحرب العالمية الثانية وغدت مسألة استعادة وتحرير الجزيرتين بالنسبة للولايات المتحدة مسألة فخر وطني. لعب تشييد القواعد العسكرية دوراً في النمو السكاني لبعض المدن الألاسكية. أصبحت ألاسكا ولاية أمريكية بتاريخ 3 يناير عام 1959.
أدى زلزال ألاسكا العظيم الذي أصاب الولاية عام 1964 إلى مقتل 131 شخص وتسوية عدة قرى في الأرض.
كان من شأن اكتشاف النفط في خليج برودهو بمقاطعة نورث سلوب بورو عام 1968 بالإضافة إلى إكمال تشييد نظام خط أنابيب ألاسكا العابر إلى حدوث ازدهار في القطاع النفطي في الولاية. اصطدمت ناقلة إكسون فالديز بشعبة مرجان في ممر الأمير ويليام المائي عام 1989 مما أدى إلى تسرب ما يتراوح من 11 مليون حتى 34 مليون غالون أمريكي من النفط الخام (من 42,000 حتى 130,000 متر مكعب) على مسافة 1,600 كيلومتر (1,100 ميل) من الشريط الساحلي.

## ألاسكا ما قبل التاريخ
انتقلت الجماعات البشرية إبَّان العصر الحجري القديم إلى الجزء الشمالي الغربي من أمريكا الشمالية قبل 10,000 سنة قبل الميلاد عابرين لمضيق بيرنغ فيما يعرف الآن بألاسكا (انظر استيطان الأمريكيتين). أصبحت ألاسكا آهلة بالإنويت وغيرها من الشعوب الأصلية الأمريكية. اليوم يقسم سكان ألاسكا إلى مجموعات رئيسية عدة: الهنود الساحليون في المنطقة الجنوبية الشرقية (التلينغيت والهايدا والتسيمشيان)، والأثاباسكان والأليوطيون، ومجموعتين من الأسكيمو (الأنوبياك واليوبيك).
تألفت أول موجة هجرة بشرية على الأرجح من المهاجرين الساحليين الذين قدموا من آسيا اجتازوا مضيق بيرنغ تجاه الأرضي الواقعة غرب ألاسكا. استقر الكتير من هؤلاء المهاجرين في بادئ الأمر إلى الداخل في أراضي ما يعرف الآن بكندا. كان قوم التلينغيت أكثرهم عدداً من هؤلاء وكانوا في وقت وصول الأوروبيين قد بسطوا سيطرتهم على غالبية سواحل جنوب شرق ألاسكا. وبذلك فكان التلينغيت أقصى قوم سكن إلى الشمال من الثقافات المتقدمة على الساحل الشمالي الغربي لقارة أمريكا الشمالية. واشتهر التلينغيت بفنونهم ونظمهم السياسية المعقدة ونظامهم القانوني والاحتفائي المعروف بالبوتلاش. استوطن في الشطر الجنوبي من جزيرة أمير ويلز قوم الهايدا فارين من الاضطهاد الذين واجهوه من فصائل أخرى من الهايدا في جزر الملكة شارلوت (والتي تعرف الآن باسم أرخبيل هايدا غواي وهي جزء من مقاطعة كولومبيا البريطانية بكندا). أمَّا الأليوطيون فاستقروا في جزر السلسلة الأليوطية قبل نحو 10,000 سنة تقريباً.
وبصورة عامة فقد اختلفت سبل العيش والممارسات الثقافية وتنوعت إلى حد كبير من قوم لآخر بين السكان الأصليين الذين توزعوا فيما يعرف الآن بألاسكا وفصلت فيما بينهم مسافات جغرافية كبيرة.

## بواكير الاستيطان الروسي
مع أوائل القرن الثامن عشر، وصلت بعثات الاستكشاف الروسية إلى ألاسكا، وتبعها تجار الحقبة الاستعمارية (لا سيما تجار الفراء). في بعض الجزر وأجزاء من شبه جزيرة ألاسكا، أثبتت مجموعات التجار الروس قدرتها على التعايش السلمي نسبيًا مع السكان المحليين. إنما لم تتمكن غيرها من المجموعات التعامل مع التوترات وارتكبت تجاوزات عدة. فقد عمدوا إلى أخذ الرهائن، واسترقاق الأفراد، وتشتيت العائلات، وإجبار أفراد آخرين على مغادرة قراهم والاستقرار في أمكنة غيرها. علاوة على ذلك، وخلال الجيلين الأولين من الاحتكاك بالروس، لقيت نسبة 80% من السكان الأليوطيين حتفهم بسبب عدوى العالم القديم، والتي لم يكن لديهم مناعة ضدها.
في العام 1784، وصل غريغوري إيفانوفيتش شيليكوف إلى خليج القديسين الثلاثة في جزيرة كودياك، حيث أدار شركة شيليكوف-غوليكوف لتجارة الفراء. قَتل شيليكوف ورجاله المئات من سكان كونياغ الأصليين، ثم أسسوا أول مستوطنة روسية دائمة في ألاسكا –في خليج القديسين الثلاثة بالجزيرة. بحلول العام 1788، أسس شيليكوف وغيره عدة مستوطنات روسية على امتداد منطقة واسعة، بما في ذلك مناطق البر الرئيسي حول خليج كوك.
كان الروس قد فرضوا سيطرتهم على مواطن القضاعة البحرية ذات القيمة الأعلى، من نوع كوريليان-كامتشاتكان وألوتيان. اتّسم فرائها بسُمكه، ولمعانه، وشدة سواده مقارنةً بغيره من قضاعة البحر في الساحل الشمالي الغربي للمحيط الهادي وفي كاليفورنيا. لهذا السبب، لم يزحف الروس جنوبًا على طول ساحل المحيط الهادئ إلا بعد استنفاد الأنواع الأكثر جودة من القضاعة البحرية، وذلك في العام 1788 تقريبًا. ومع ذلك، فقد دخلت روسيا إلى الساحل الشمالي الغربي بوتيرة بطيئة نظرًا لشُحّ السفن والبحارة. وصل الروس إلى خليج ياكوتات في العام 1794، حيث شرعوا في بناء مستعمرة روسيا الجديدة في العام 1795. وانطلق جيمس شيلدز، الموظف البريطاني في شركة جوليكوف-شليكوف، في رحلة استطلاعية للساحل وصولًا إلى جزر الملكة شارلوت.
في العام 1795، أبحر ألكسندر أندرييفتش بارانوف، الذي وُظّف في العام 1790 لإدارة شركة فرو شيليكوف، أبحر إلى مضيق سيتكا وطالب بها لصالح روسيا. وصلت مجموعات الصيد في السنوات التالية لذلك، وبحلول العام 1800، أصبحت ثلاثة أرباع جلود القضاعة البحرية في أمريكا الروسية تأتي من منطقة مضيق سيتكا. في يوليو من العام 1799، عاد بارانوف على متن سفينة أوريول وأسس مستوطنة أرخانجيلسك. دمرت قبائل الكلينغيت الأصلية المستوطنةَ في العام 1802، إنما أُعيد بناؤها في منطقة مجاورة في العام 1804، وأُطلق عليها تسمية نوفو-أرخانجيلسك، والتي تعني بالروسية، الأرخبيل الجديد. ومن فورها أصبحت أهم المستوطنات والعاصمة الاستعمارية لأمريكا الروسية. (بعد شراء الولايات المتحدة ألاسكا في العام 1867، أُعيد تسمية نوفو-أرخانجيلسك إلى سيتكا، وأصبحت أول عاصمة لإقليم ألاسكا.)

### النشاطات التبشيرية
نشر تجار الفراء الروس تعاليم الكنيسة الأرثوذكسية الروسية بشكل غير رسمي (مع ترجمة طقوسها ونصوصها المقدسة إلى لغة الأليوطيين في مرحلة مبكرة للغاية) في الأربعينيات والثمانينيات من القرن الثامن عشر. أثناء فترة استيطانه في خليج القديسين الثلاثة في العام 1784، جلبَ شيليكوف أول المبشرين ورجال الدين المستوطنين. تواصل ذلك النشاط التبشيري حتى القرن التاسع عشر، وأصبح في نهاية الأمر أكثر البصمات وضوحًا لإرث الفترة الاستعمارية الروسية في ألاسكا المعاصرة.

## المطالب الإسبانية
يعود تاريخ المطالبات الإسبانية بمنطقة ألاسكا إلى المرسوم البابوي للعام 1493، إلا أنها لم تشمل قط أي نشاط استعماري، أو بناءٍ للحصون أو المستوطنات. بدلًا من ذلك، أرسلت مدريد العديد من الحملات البحرية لاستكشاف المنطقة والمطالبة بها لصالح إسبانيا. في العام 1775 قاد برونو دي هيزيتا رحلة استكشافية؛ وفي نهاية المطاف، وصلت سونورا بقيادة خوان فرانسيسكو دي لا بوديغا إي كوادرا إلى خط عرض 58° شمال، ودخلت مضيق سيتكا وطالبت بالمنطقة بشكل رسمي لصالح لإسبانيا. وصلت بعثة العام 1779 بقيادة إغناسيو دي أرتيغا وبوديغا ي كوادرا إلى ميناء إتشيز في جزيرة هينتشينبروك، ودخلت مضيق الأمير ويليام. وصلوا إلى خط عرض 61° شمال، الذي كان أقصى نقطة شمالية وصلت إليها إسبانيا.
في العام 1788 زار المستكشفان الإسبانيان استيبان خوسيه مارتينيز فرنانديز إي مارتينيز دي لا سييرا وغونزالو لوبيز دي هارو المستوطنات الروسية في أونالاسكا.
كادت أزمة نوتكا في العام 1789 أن تُشعل حربًا بين بريطانيا وإسبانيا: إذ رفضت بريطانيا الاعتراف بأحقية المطالبات الإسبانية بأراضٍ في كولومبيا البريطانية، في حين استولت إسبانيا على بعض السفن البريطانية. حُلّت الأزمة في مدريد عبر اتفاقيات نوتكا 1790 – 1794، والتي نصت على إمكانية مزاولة التجار البريطانيين والإسبان أعمالهم على حد سواء في الساحل الشمالي الغربي، وإعادة السفن البريطانية المستولى عليها ودفع تعويض عن الضرر. جاء ذلك بمثابة انتصار لبريطانيا، وانسحبت إسبانيا بشكل فعلي من شمال المحيط الهادي. ركزت إسبانيا مطالباتها بالمناطق في الولايات المتحدة في معاهدة آدامز-أونيس للعام 1819. وفي الوقت الحالي، يقتصر حضور إرث إسبانيا في ألاسكا على بضعة أسماء أماكن، من بينها كتلة مالاسبينا الجليدية، وبلدتيّ فالديز وكوردوفا.

## الوجود البريطاني
في تلك الفترة، شملت المستوطنات البريطانية في ألاسكا عددًا محدودًا من المراكز التجارية المتناثرة، إثر وصول معظم المستوطنين بواسطة السفن. أبحر الكابتن جيمس كوك، في منتصف بعثته الاستكشافية الثالثة والأخيرة في العام 1778، أبحر على طول الساحل الغربي لأمريكا الشمالية على متن حرّاقة ريزولوشن، من كاليفورنيا الإسبانية آنذاك وصولًا إلى مضيق بيرنغ. خلال الرحلة اكتشف كوك الخليج الذي أصبح يُعرف باسم خليج كوك في مياه ألاسكا (والذي أطلق عليه جورج فانكوفر ذلك الاسم تيّمنًا بالكابتن كوك في العام 1794، وكان قد خدم تحت إمرته). اتضح أنه لا يمكن العبور من خلال مضيق بيرنغ، على الرغم من أن سفينة ريزولشن والسفينة المرافقة لها حرّاقة ديسكوفري حاولتا أكثر من مرة عبور المضيق. غادرت السفن البريطانية المضيق عائدة إلى هاواي في العام 1779.
حفزت حملة كوك البريطانيين على زيادة رحلاتهم البحرية على طول الساحل الشمالي الغربي (الساحل الشمالي الشرقي للمحيط الهادي)، مبحرين في أعقاب الإسبان. عملت المراكز التجارية الموجودة في ألاسكا والمملوكة لشركة هدسون باي، والعاملة في ميناء يوكون، على نهر يوكون، وفورت درم، (التي تُعرف كذلك باسم فورت تاكو) عند مصب نهر تاكو، وفورت ستيكين، بالقرب من مصب نهر ستيكين (والمرتبطة بمدينة رانغل طوال فترة بدايات القرن التاسع عشر).

## القرن التاسع عشر

### المستوطنات الروسية اللاحقة والشركة الروسية الأمريكية (1799 – 1867)
في العام 1799، حصل صهر شيليكوف، المدعو نيكولاي بتروفيتش ريزانوف، على حق احتكار تجارة الفراء الأمريكية من الإمبراطور بافل الأول، وأسس الشركة الروسية الأمريكية. وكجزء من الاتفاق بينهما، اشترط الإمبراطور أن تضطلع الشركة بإنشاء مستوطنات جديدة في ألاسكا وإطلاق برنامج استعماري شامل.
بحلول العام 1804، عزز ألكسندر بارانوف، مدير للشركة الروسية الأمريكية آنذاك، قبضة الشركة على تجارة الفراء الأمريكية بعد انتصاره على قبيلة تلينغيت المحلية في معركة سيتكا. وبالرغم من تلك النشاطات، لم يستعمر الروس ألاسكا بالكامل. بالإضافة إلى ذلك، أضعفت شركة خليج هدسون الاحتكار الروسي للتجارة، وذلك بعد أن أنشأت لها مركزًا في الزاوية الجنوبية لأمريكا الروسية في العام 1833.

## شخصيات تاريخية هامة
- ألكسندر بارانوف (1746–1819)، تاجر روسي وحاكم ألاسكا.
- بوب بارتليت (1904–1968)، نشأ وترعرع في فيربانكس، وكان مندوباً إقليمياً لألاسكا لدى مجلس النواب الأمريكي 1945–1959، وعضوا في مجلس الشيوخ الأمريكي من عام 1959 حتى وفاته. هنالك عدد كبير من الأماكن في الولاية التي تحمل اسمه.
- بيني بنسون (1913–1972)، من السكان الأصليين لألاسكا من مدينة تشيغنيك. يعود إليه الفضل في تصميم علم ألاسكا حين كان في الثالثة عشر من العمر.
- فيتوس بيرنغ (1681–1741)، مستكشف عمل لصالح الروس وهو أول شخص أوروبي تطأ قدمه ألاسكا ويصل إليها.
- جيمس دوليتل (1896–1993)، كان من الجنرالات المرموقين في القوات الجوية الأمريكية خلال الحرب العالمية الثانية ونال وسام الشرف.
- وايات إيرب (1848–1929)، عاش في ألاسكا خلال الفترة من عام 1897 حتى عام 1901، وبنى «صالون ديكستر» في نوم.
- ويليام ألن إيغان (1914–1984)، تاجر وعمدة ومشرع من فالديز. وهو رئيس المؤتمر الدستوري لألاسكا خلال الفترة من عام 1955 حتى عام 1956، أول حاكم في تاريخ ألاسكا خلال الفترة من عام 1959 حتى عام 1966 ورابع حاكم في تاريخ الولاية من عام 1970 حتى عام 1974.
- جاي سترنر هاموند (1922–2005)، عاش لحوالي الخمسين سنة في الريف بجنوب غربي ألاسكا. وهو عمدة ومشرع. وخامس حاكم لولاية ألاسكا خلال الفترة من عام 1974 حتى عام 1982 في أثناء تشييد نظام خط أنابيب ألاسكا العابر وما رافق ذلك وتبعه من تغيرات سريعة طرأت على الحكومة المحلية للولاية ومنها صندوق ألاسكا الدائم وبرنامجه لتحصيص الأرباح. كما يشتهر هاموند بآرائه المناصرة لحماية البيئة وانتقائه الفريد من نوعه للكلمات.
- جون موير (1838–1914)، عالم طبيعة ومستكشف ومن المناصرين للحفاظ على البيئة. كتب بإسهاب عن الرحلات التي قام بها عبر أرجاء ألاسكا. وعمل مع غيفورد بنكوت على تأسيس أول محميات للطبيعة والغابات في ألاسكا خلال عهد الرئيس ثيودور روزفلت.
- وليام أوفلين (مواليد 1965)، أول رائد فضاء من ألاسكا.
- سارة بالين (مواليد 1964)، أصغر حاكمة لألاسكا وأول امرأة تتولى هذا المنصب في تاريخ الولاية وكانت مرشحة الحزب الجمهوري عن منصب نائب رئيس الولايات المتحدة في انتخابات الرئاسة عام 2008.
- إليزابيث بيراتروفيتش (1911–1958)، من السكان الأصليين اشتهرت في نضالها لأجل سن قوانين مناهضة للتمييز بحق السكان الأصليين ويحتفى بذكراها في الولاية في «يوم إليزابيث بيراتروفيتش.»
- تيد ستيفنز (1923–2010)، عضو مجلس شيوخ من ألاسكا خلال الفترة من عام 1968 حتى عام 2009، وهو ما يجعله أطول عضو مجلس شيوخ جمهوري في الخدمة. كان بالأصل قد عينه الحاكم هيكل عقب وفاة بوب بارتليت، وأعيد انتخابه سبع مرات قبل خسارته لإعادة الانتخاب عام 2008 في ظل مواجهته لمحاكمة فساد. اشتهر كعضو في مجلس الشيوخ بخطابته المناصرة لأجل ألاسكا والتي اتصفت بالحمية والصوت الجهير. توفي على أثر تحطم طائرة بالقرب من ديلينغهام.
- جو فوغلر (1913–1993)، من المناصرين لانفصال ألاسكا وهو مؤسس حزب الاستقلال الألاسكي وكان قد ترشح لمنصب حاكم الولاية عدة مرات دون أن يستطيع الفوز.

## وصلات خارجية
- منهاج تاريخ ألاسكا والدراسات الثقافية (بالإنجليزية)
- أراشيف ألاسكا الرقمية (بالإنجليزية)
- التواريخ الشفوية عن العديد من المواضيع - جامعة ألاسكا بفيربانكس (بالإنجليزية)